# Лапорт (Колорадо)
Лапорт (англ. Laporte) — переписна місцевість (CDP) в США, в окрузі Ларімер штату Колорадо. Населення — 2409 осіб (2020).

## Географія
Лапорт розташований за координатами 40°38′16″ пн. ш. 105°8′37″ зх. д. / 40.63778° пн. ш. 105.14361° зх. д. (40.637701, -105.143605).  За даними Бюро перепису населення США в 2010 році переписна місцевість мала площу 16,12 км², з яких 15,83 км² — суходіл та 0,29 км² — водойми.

## Демографія
Згідно з переписом 2010 року, у переписній місцевості мешкало 2450 осіб у 1057 домогосподарствах у складі 667 родин. Густота населення становила 152 особи/км².  Було 1126 помешкань (70/км²).
Расовий склад населення:
| - 91,4 % — білих - 0,6 % — корінних американців - 0,6 % — чорних або афроамериканців - 0,4 % — азіатів - 3,9 % — осіб інших рас |

До двох чи більше рас належало 3,1 %. Частка іспаномовних становила 8,2 % від усіх жителів.
За віковим діапазоном населення розподілялося таким чином: 19,4 % — особи молодші 18 років, 68,6 % — особи у віці 18—64 років, 12,0 % — особи у віці 65 років та старші. Медіана віку мешканця становила 42,9 року. На 100 осіб жіночої статі у переписній місцевості припадало 101,8 чоловіків;  на 100 жінок у віці від 18 років та старших — 99,6 чоловіків також старших 18 років.
Середній дохід на одне домашнє господарство  становив 60 232 долари США (медіана — 53 011), а середній дохід на одну сім'ю — 69 009 доларів (медіана — 60 771). Медіана доходів становила 43 106 доларів для чоловіків та 33 850 доларів для жінок. За межею бідності перебувало 13,1 % осіб, у тому числі 21,3 % дітей у віці до 18 років та 0,0 % осіб у віці 65 років та старших.
Цивільне працевлаштоване населення становило 1186 осіб. Основні галузі зайнятості: освіта, охорона здоров'я та соціальна допомога — 25,5 %, роздрібна торгівля — 19,0 %, науковці, спеціалісти, менеджери — 12,9 %, будівництво — 12,6 %.